# Ärenpris
Ärenpris (Veronica officinalis L.) är en flerårig ört.

## Beskrivning

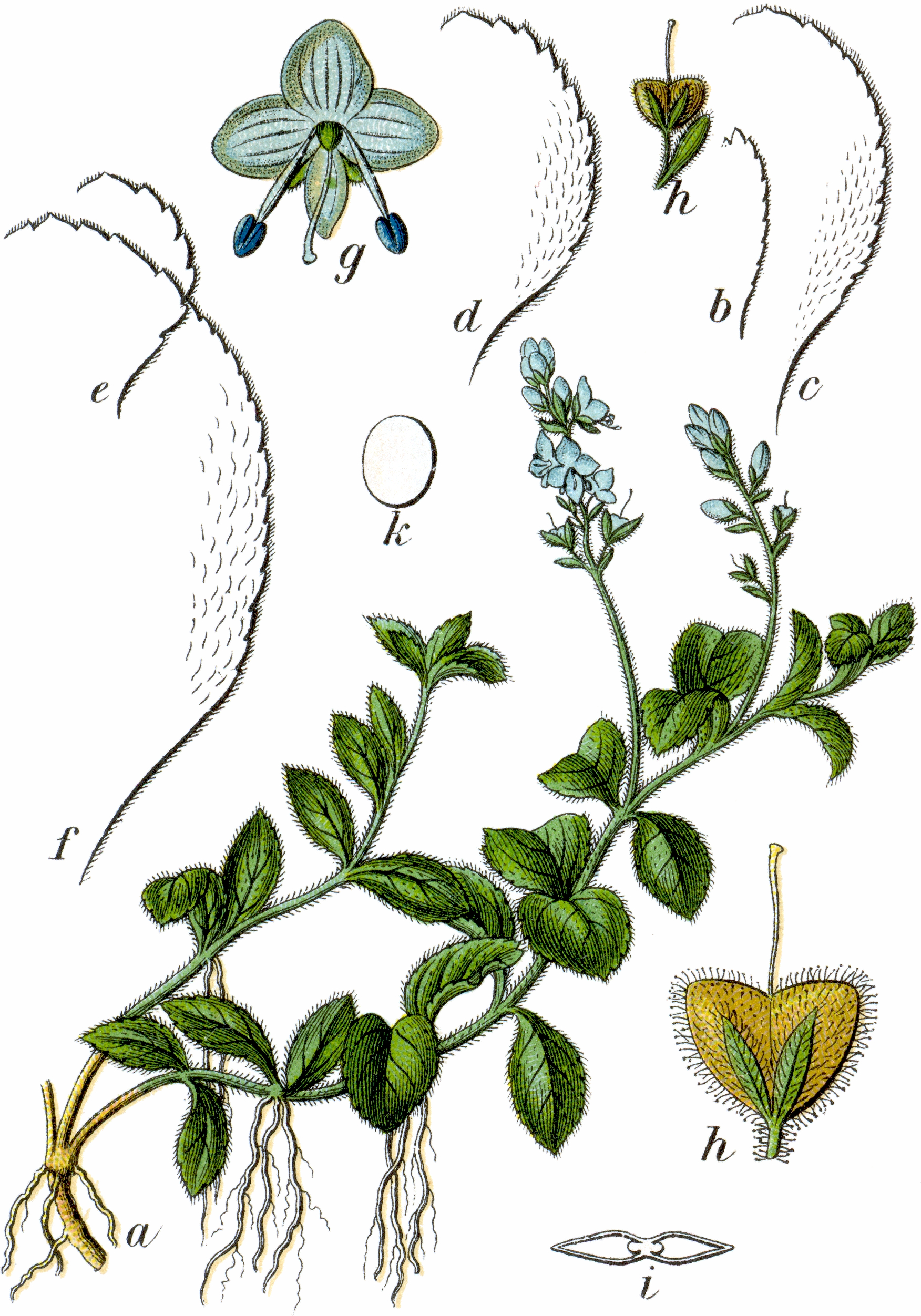
Gravyr av Jacob Sturm
a Rot
b–f Olika former på bladkanter
g Blomma med 1 pistill och 2 ståndare
h Pistill (2 figurer)
i
k

Ärenpris är en 10 cm hög grobladsväxt med krypande, i spetsen upprätta stjälkar med motsatta finsågade och styvhåriga blad. Den blommar med blåvioletta blommor i klasar från bladvecken; i Sverige juni–juli; i Tyskland juli–september.
Kromosomtal 2n = 36, undantagsvis 18 eller 34.

## Synonymer
Svensk synonymer är ärepris och läkeveronika.
För vetenskapliga synonymer, se Wikispecies.

## Utbredning

### Kartor
- Norden
- Norra halvklotet

## Habitat
I Sverige i större delen av landet.
I Norge upp till ungefär 400 m ö h; på Hardangervidda upp till 1 150 m ö h.
Finns i Nordamerika, men troligen inte ursprunglig där.

## Biotop
Torrt och soligt.

## Etymologi
- Ärenpris är en försvenskning av tyska Ehrenpreis (som växten heter på tyska) = lovorda, "till ära och pris" med anledning av växtens medicinska egenskaper.
- Officinalis av latin officina = verkstad, apotek vilket har med läkemedel att göra.